# Поплави-Рогале
Поплави-Рогале (пол. Popławy-Rogale) — село в Польщі, у гміні Тшебешув Луківського повіту Люблінського воєводства.
Населення — 332 особи (2011).

## Демографія
Демографічна структура станом на 31 березня 2011 року:
|          | Загалом | Допрацездатний вік | Працездатний вік | Постпрацездатний вік |
| -------- | ------- | ------------------ | ---------------- | -------------------- |
| Чоловіки | 164     | 37                 | 104              | 23                   |
| Жінки    | 168     | 49                 | 91               | 28                   |
| Разом    | 332     | 86                 | 195              | 51                   |